# Parchimer Allee
Parchimer Allee – stacja metra w Berlinie na linii U7, w dzielnicy Britz, w okręgu administracyjnym Neukölln. Stacja została otwarta 29 września  1963 roku.
Stacja znajduje się na skrzyżowaniu ulic Parchimer Alee oraz Fritz-Reuter-Alee. Stacja ma połączenie z linią autobusową: M46 (S+U Zoologischer Garten <> U Britz-Süd).